# الاتحاد الرياضي بشار الجديد
شعار النادي

الاتحاد الرياضي بشار الجديد، هو نادٍ رياضيٌّ جزائريٌّ لكرة القدم تأسس عام 1946م.

## وصلات خارجية
- الرابطة الجزائرية المحترفة الأولى ،والثانية ، لكرة القدم